# Sons of Anarchy (3.ª temporada)
A terceira temporada de Sons of Anarchy, uma série dramática de televisão dos Estados Unidos, estreou em 7 de setembro de 2010 e terminou em 30 de novembro de 2010, com 13 episódios exibidos no canal FX. Criada por Kurt Sutter, a série se passa em Charming, uma cidade fictícia no Vale Central da Califórnia, e acompanha a vida de um clube de motociclistas fora da lei. O protagonista Jackson "Jax" Teller, interpretado por Charlie Hunnam, é o vice-presidente do clube e começa a questionar suas ações e o próprio clube.
Sons of Anarchy é a história da família Teller-Morrow de Charming, Califórnia, bem como de outros membros do Sons of Anarchy Motorcycle Club Redwood Original (SAMCRO), suas famílias, vários moradores de Charming, gangues aliadas e rivais, associados, e agências legais que minam ou apóiam os empreendimentos legais e ilegais de SAMCRO.
A terceira temporada da série atraiu uma média de 4,9 milhões de telespectadores semanais, tornando-se a série de maior audiência da FX na época, superando seus outros sucessos The Shield, Nip/Tuck e Rescue Me.

## Sinopse
Gemma tem se escondido em Rogue River, Oregon, com Tig na casa do pai de Gemma, Nate (Hal Holbrook), que sofre de demência. Gemma enfrenta dificuldades quando leva Nate para sua nova casa de cuidados assistidos e ele suplica para ser levado de volta para sua casa. Ela retorna a Charming para se reunir com seu neto, sem saber que ele foi sequestrado. O retorno da agente da ATF, Stahl, distorce os fatos sobre o assassinato de Donna, e Stahl tenta fazer um acordo com Jax às escondidas do clube. A irmã do Padre Kellan Ashby, Maureen, entra em contato com Gemma a pedido de Ashby e informa que Abel está seguro em Belfast. Ao saber do sequestro de seu neto, Gemma sofre uma arritmia cardíaca e desmaia no estacionamento da Teller-Morrow. Após o retorno do clube da Irlanda do Norte e o resgate de Abel, a agente Stahl trai Jax e revela ao clube sobre o acordo paralelo que Jax fez com ela, sem saber que Jax e o clube planejaram tudo sabendo que Stahl voltaria atrás no acordo. Jax, Clay, Bobby, Tig, Juice e Happy são presos e levados para a cadeia. Enquanto Opie, Chibs e os Prospects estão a caminho seguindo Stahl. Opie mata Stahl para vingar a morte de sua esposa, Donna.

## Elenco e personagens

### Elenco principal
- Charlie Hunnam como Jackson "Jax" Teller
- Katey Sagal como Gemma Teller Morrow
- Ron Perlman como Clarence "Clay" Morrow
- Mark Boone Junior como Robert "Bobby Elvis" Munson
- Dayton Callie como Wayne Unser
- Kim Coates como Alex "Tig" Trage
- Tommy Flanagan como Filip "Chibs" Telford
- Ryan Hurst como Harry "Opie" Winston
- William Lucking como Piermont "Piney" Winston
- Theo Rossi como Juan-Carlos "Juice" Ortiz
- Maggie Siff como Dra. Tara Knowles

### Convidados especiais
- Paula Malcomson como Maureen Ashby
- Ally Walker como Agente June Stahl
- Kenny Johnson como Herman Kozik
- Mitch Pileggi como Ernest Darby
- Stephen King como Bachman
- Sonny Barger como Lenny "The Pimp" Janowitz

### Elenco recorrente
- David LaBrava como Happy Lowman
- McNally Sagal como Margaret Murphy
- Jose Pablo Cantillo como Hector Salazar
- Michael Marisi Ornstein como Chuck Marstein
- Titus Welliver como Jimmy O'Phelan
- James Cosmo como Padre Kellan Ashby
- Jeff Kober como Jacob Hale Jr.
- Zoe Boyle como Trinity Ashby
- Winter Ave Zoli como Lyla Winston
- Andrew McPhee como Keith McGee
- Arie Verveen como Liam O'Neill
- Pamela J. Gray como Agente Amy Tyler
- Marcello Thedford como Lander Jackson
- Michael Beach como T.O. Cross
- Joel Tobeck como Donny
- Hal Holbrook como Nate Madock
- Patrick St. Esprit como Elliott Oswald
- Darin Heames como Seamus Ryan
- Q'orianka Kilcher como Kerrianne Larkin-Telford
- Bellina Logan como Fiona Larkin
- Emilio Rivera como Marcus Alvarez
- Jamie McShane como Cameron Hayes
- Monique Gabriela Curnen como Amelia Dominguez
- Kristen Renton como Ima Tite
- Taryn Manning como Cherry/Rita
- Michael Fairman como Lumpy Feldstein
- Robin Weigert como Ally Lowen
- Marcos de la Cruz como Agente Estevez
- Taylor Sheridan como Vice-Chefe David Hale
- Tory Kittles como Laroy Wayne
- Kenneth Choi como Henry Lin
- Kurt Sutter como "Big" Otto Delaney
- Keith Szarabajka como Victor Putlova

### Estrelas convidadas
- Leo Fitzpatrick como Prospect Shephard
- Bob McCracken como Brendan Roarke
- Dorian Missick como Pony Joe
- Olivia Burnette como Mulher Sem-teto

## Episódios
| N.º na série | N.º na temp. | Título                                           | Dirigido por          | Escrito por                                                         | Exibição original      | Cód. de produção | Audiência (milhões) |
| --- | ------------ | ------------------------------------------------ | --------------------- | ------------------------------------------------------------------- | ---------------------- | ---------------- | ------------------- |
| 27 | 1            | "SO"                                             | Stephen Kay           | Kurt Sutter                                                         | 7 de setembro de 2010  | 3WAB01           | 4.13                |
| Os Sons estão abalados depois do sequestro de Abel e da morte de Half-Sack, especialmente Jax. Gemma, que ainda está foragida, recebe algumas notícias inesperadas do seu passado. O clube adiciona postumamente Half-Sack ao grupo antes que um gangue desconhecido de atiradores perturbe a paz.                                                                         |              |                                                  |                       |                                                                     |                        |                  |                     |
| 28 | 2            | "Oiled" "(À Procura de Abel)" (BR)               | Gwyneth Horder-Payton | Kurt Sutter & Dave Erickson                                         | 14 de setembro de 2010 | 3WAB02           | 3.37                |
| Para obter informações sobre o paradeiro de Abel, Jax e o clube ajudam um caçador de recompensas a localizar um fugitivo. Gemma lida com problemas familiares, juntamente com uma cuidadora suspeita. Na Irlanda, Cameron busca aconselhamento com o IRA. |              |                                                  |                       |                                                                     |                        |                  |                     |
| 29 | 3            | "Caregiver" "(Cuidados)" (BR)                    | Billy Gierhart        | Chris Collins & Regina Corrado                                      | 21 de setembro de 2010 | 3WAB03           | 3.48                |
| O clube usa suas conexões na indústria pornográfica para entreter os clientes de Henry Lin, o que não agrada a Opie. Tara, Gemma e Tig recorrem a uma fonte improvável quando a situação com a cuidadora sai do controle. Jax e os Sons recebem informações perturbadoras sobre Cameron Hayes. O autor Stephen King faz participação especial como Bachman, um "limpador". |              |                                                  |                       |                                                                     |                        |                  |                     |
| 30 | 4            | "Home" "(O Lar)" (BR)                            | Guy Ferland           | Kurt Sutter & Liz Sagal                                             | 28 de setembro de 2010 | 3WAB04           | 2.98                |
| Jax e Clay vão à casa de Nate para buscar Gemma. O restante da SAMCRO segue para o norte para ajudar Happy com um favor farmacêutico em território caipira. A honestidade de Tara com Jax ocorre em um momento inoportuno. Enquanto Gemma resolve assuntos antigos da família, novos problemas se revelam para ela. Maureen entra em contato com a SAMCRO.                 |              |                                                  |                       |                                                                     |                        |                  |                     |
| 31 | 5            | "Turning and Turning" "(Virando e Virando)" (BR) | Gwyneth Horder-Payton | Dave Erickson & Marco Ramirez                                       | 5 de outubro de 2010   | 3WAB05           | 3.12                |
| Para ajudar sua mãe, o clube e seu filho, Jax conspira com uma fonte improvável. Para obter mais informações sobre o tráfico de drogas dos Mayans, a SAMCRO coloca Chucky e Tig disfarçados. Gemma confronta Tara sobre o segredo que ela vem escondendo. |              |                                                  |                       |                                                                     |                        |                  |                     |
| 32 | 6            | "The Push" "(O Empurrão)" (BR)                   | Stephen Kay           | Chris Collins & Julie Bush                                          | 12 de outubro de 2010  | 3WAB06           | 2.85                |
| Para arrecadar dinheiro para levar os Sons a Belfast, Jax é obrigado a envolver Tara em seu mais recente negócio. Para conquistar a amizade dos Mayans, a SAMCRO precisa lidar com um informante em St. Thomas. O voto de Kozik para se tornar membro oficial enfrenta um obstáculo.                                                                                       |              |                                                  |                       |                                                                     |                        |                  |                     |
| 33 | 7            | "Widening Gyre" "(Problemas nos Negócios)" (BR)  | Billy Gierhart        | Kurt Sutter & Regina Corrado                                        | 19 de outubro de 2010  | 3WAB07           | 2.59                |
| Os Grim Bastards têm um problema que poderia comprometer os novos acordos comerciais do SAMCRO. Enquanto os Sons se preparam para sua viagem a Belfast, Gemma descobre um segredo sombrio do passado de John Teller. Tara recebe apoio de uma fonte improvável após o término com Jax, enquanto Lyla e Opie encontram um obstáculo em seu relacionamento.                  |              |                                                  |                       |                                                                     |                        |                  |                     |
| 34 | 8            | "Lochán Mór" "(O Grande Lago)" (BR)              | Guy Ferland           | Dave Erickson & Liz Sagal & Kurt Sutter                             | 26 de outubro de 2010  | 3WAB08           | 2.67                |
| Quando o SAMCRO visita outra charter, nem todos estão felizes em ver a filial-mãe. |              |                                                  |                       |                                                                     |                        |                  |                     |
| 35 | 9            | "Turas" "(A Jornada)" (BR)                       | Stephen Kay           | História por : Kurt Sutter Roteiro por : Chris Collins & Brady Dahl | 2 de novembro de 2010  | 3WAB09           | 3.35                |
| O clube embarca em uma corrida de proteção como nunca antes vista. |              |                                                  |                       |                                                                     |                        |                  |                     |
| 36 | 10           | "Fírinne" "(A Verdade)" (BR)                     | Gwyneth Horder-Payton | Kurt Sutter & Vaun Wilmott                                          | 9 de novembro de 2010  | 3WAB10           | 3.18                |
| O IRA quer provas de que um dos seus se virou contra eles e o SAMCRO pretende entregá-las. |              |                                                  |                       |                                                                     |                        |                  |                     |
| 37 | 11           | "Bainne" "(Leite)" (BR)                          | Adam Arkin            | Dave Erickson & Regina Corrado & Kurt Sutter                        | 16 de novembro de 2010 | 3WAB11           | 3.40                |
| Enquanto o clube está em busca de um homem, Jax enfrenta a decisão mais difícil de sua vida. |              |                                                  |                       |                                                                     |                        |                  |                     |
| 38 | 12           | "June Wedding" "(A Agente June)" (BR)            | Phil Abraham          | História por : Kurt Sutter Roteiro por : Chris Collins              | 23 de novembro de 2010 | 3WAB12           | 3.27                |
| Com Tara sendo feita refém por Salazar, Jax é forçado a escolher entre vingança e o bem de Charming. A fé de Jimmy em seu camarada é testada quando ele busca ajuda dos russos. Enquanto Gemma tenta intervir nos negócios de seu filho, Stahl tenta cumprir seu acordo com Jax, traindo um dos seus no processo.                                                          |              |                                                  |                       |                                                                     |                        |                  |                     |
| 39 | 13           | "NS"                                             | Kurt Sutter           | Kurt Sutter & Dave Erickson                                         | 30 de novembro de 2010 | 3WAB13           | 3.59                |
| Enquanto os Sons tentam fazer com que a Máfia Russa entregue Jimmy, o acordo entre Jax e Stahl chega ao clímax. SAMCRO começa a curar antigas feridas. Enquanto isso, assim que Tara e Jax solidificam seu relacionamento, Tara descobre mais sobre a história da família Teller do que ela poderia imaginar.                                                              |              |                                                  |                       |                                                                     |                        |                  |                     |

## Produção
Embora Sons of Anarchy se passe no Vale Central da Califórnia do Norte (com algumas cenas na Área da Baía), foi filmado principalmente no Estúdio Occidental, Fase 5A, em North Hollywood. Os principais cenários localizados lá incluíam o clube, o Hospital St. Thomas e a casa de Jax. As salas de produção do estúdio utilizadas pela equipe de roteiristas também serviam como delegacia de Charming. Cenas externas eram frequentemente filmadas nas proximidades de Sun Valley, Acton, Califórnia, e Tujunga. Cenas internas e externas ambientadas na Irlanda do Norte durante a terceira temporada também foram filmadas nos Estúdios Occidental e nas áreas circundantes. Uma segunda unidade de filmagem capturou imagens na Irlanda do Norte que foram utilizadas na terceira temporada.

## Recepção
Alguns críticos sentiram que a terceira temporada foi arrastada pelo cliffhanger da temporada anterior. James Poniewozik, da TIME, chamou a estreia da terceira temporada de "deslumbrante" e elogiou a atuação de Sagal com Holbrook. Mais tarde, ele afirmou que o desaparecimento de Abel ajudou a trazer a série de volta ao seu problema central: a lealdade de Jax ao clube. Ken Tucker, da Entertainment Weekly, concordou que as cenas de Holbrook e Sagal foram "belas". Ele também comentou que a série abordou temas como lealdade e família de forma especialmente boa. Maureen Ryan comentou que a terceira temporada dividiu críticos e fãs, sugerindo que o elenco expandido de Belfast tornou mais difícil para o público se envolver nas jornadas dos personagens. Ryan mais tarde questionou a credibilidade da história de Hector Salazar, observando que ele era inferior a outros personagens vilões, como Stahl, Zobelle e Weston. No entanto, ela elogiou a atuação de Ally Walker, comparando seu personagem ao Vic Mackey de The Shield. O crítico Alan Sepinwall disse que a temporada foi "interessante, porém irregular", observando que a trama ganhou tração nos episódios posteriores. Tim Goodman, do The Hollywood Reporter, disse que "Sutter deveria ser aplaudido por mudar as coisas", chamando o ritmo mais lento de uma "necessidade criativa".